# Wes Brisco
Wesley (Wes) Brisco (Tampa (Florida), 21 februari 1983) is een Amerikaans professioneel worstelaar die werkzaam is bij Total Nonstop Action Wrestling.

## Loopbaan
Brisco worstelde van 2009 tot 2011 voor World Wrestling Entertainment op Florida Championship Wrestling. Tijdens zijn periode bij FCW, vormde hij een tag team met Xavier Woods en veroverden een keer het FCW Florida Tag Team Championship.
In oktober 2012 maakte hij zijn debuut in Total Nonstop Action Wrestling en in november 2012 nam hij deel aan Gut Check waar hij de jury overtuigde voor een voltijds contract. Al snel werd hij lid van Aces & Eights.

## Persoonlijk leven
Brisco is lid van de Brisco-worstelfamilie want hij is de zoon van Gerald Brisco en de neef van Jack Brisco.

## In het worstelen
- Finishers
  - Brisco Roll
  - Diving crossbody
- Opkomstnummers
  - "Deadman's Hand (Instrumental)" van Dale Oliver (18 oktober 2012 – heden; als lid van Aces & Eights)

## Prestaties
- Continental Wrestling Federation
  - CWF Tag Team Championship (1 keer: met JD Maverick)
- Florida Championship Wrestling
  - FCW Florida Tag Team Championship (1 keer: met Xavier Woods)
- Florida Underground Championship
  - FUW Cuban Heavyweight Championship (1 keer)
- NWA Ring Warriors
  - NWA Ring Warriors Global Tag Team Championship (1 keer: met Cassidy Riley)
- Total Nonstop Action Wrestling
  - TNA Gut Check-winnaar (2012)